# Le Château (film, 1969)
Pour les articles homonymes, voir Le Château (homonymie).
Pour plus de détails, voir Fiche technique et Distribution.
Le Château (Das Schloß) est un film allemand réalisé par Rudolf Noelte, sorti en 1968.

## Synopsis
Un homme s'installe dans un petit village pour prendre un emploi comme gardien du château local. Mais quand il arrive, les villageois prétendent qu'il n'y a aucun emploi à pourvoir.

## Fiche technique
- Titre : Le Château
- Titre original : Das Schloß
- Réalisation : Rudolf Noelte
- Scénario : Rudolf Noelte et Maximilian Schell d'après le roman Le Château de Franz Kafka
- Musique : Herbert Trantow
- Photographie : Wolfgang Treu
- Montage : Dagmar Hirtz
- Production : Rudolf Noelte
- Société de production : Alfa Film et Rudolf Noelte Filmproduktion
- Pays :  Allemagne de l'Ouest
- Genre : Drame
- Durée : 93 minutes
- Dates de sortie : 
  -  France : 1968 (Festival de Cannes)
  -  Allemagne de l'Ouest : 31 août 1971

## Distribution
- Maximilian Schell : K
- Cordula Trantow : Frieda
- Trudik Daniel : la femme de l'aubergiste
- Helmut Qualtinger : Burgel
- Friedrich Maurer : le maire
- Else Ehser : Mizzi
- E. O. Fuhrmann : Momus
- Karl Hellmer : l'instituteur
- Benno Hoffmann : l'homme en uniforme
- Iva Janžurová : Olga
- Hanns Ernst Jäger : le propriétaire
- Georg Lehn : Barnabas
- Leo Mally : Gerstäcker
- Franz Misar : Arthur
- Johann Misar : Jeremiah
- Armand Ozory : Erlanger
- Hans Pössenbacher : l'aubergiste
- Martha Wallner : Amalia

## Distinctions
Le film a été choisi en sélection officielle en compétition au Festival de Cannes 1968 mais n'a pas été présenté à la suite de l'annulation du festival en raison des événements de Mai 68.